# カール・ハイン
カール・ハイン（Karl Hein、1908年6月11日 - 1982年7月10日）は、ドイツの陸上競技選手。1936年に開催されたベルリンオリンピックのハンマー投で金メダルを獲得した。

## 経歴
ハンブルク生まれのハインは、母国ドイツで開催されたベルリンオリンピックのハンマー投代表として出場した。
ベルリンオリンピックでのハンマー投競技は、8月3日に予選と決勝が実施された。出場者27選手のうち、予選通過基準46メートルの投擲に成功した17選手が決勝に進んだ。決勝では3回の試技で記録上位だった6選手が、さらに3回の試技を行って順位を競った。ハインは最終試技で当時のオリンピック記録となる56メートル49センチを投げて、同じくドイツ代表のエルヴィン・ブラスクを逆転して金メダルを得た。
1938年のヨーロッパ陸上競技選手権大会でも、生涯の自己最高となる58メートル77センチの記録を出して、同種目で優勝した実績を持っている。 